# Antonia Rocha de Castro
Antônia Rocha de Castro foi uma pianista, musicista e professora de música brasileira, fundadora em 1915 da Escola Carlos Gomes na cidade de Belém, Pará.

## Biografia
Nascida em Belém e formada pelo Instituto Estadual Carlos Gomes, Antônia Rocha de Castro dividiu sua atividade profissional entre compor e lecionar música. Após a extinção do conservatório em 1908, ela decidiu fundar uma escola de música. Isso se concretizou em 1915, com a criação da Escola Carlos Gomes, a qual, mesmo informalmente, manteve a tradição do antigo conservatório até o seu restabelecimento em 1928.

## Obras
Antônia Rocha de Castro compôs apenas canções líricas e música instrumental. Entre seus trabalhos, está o hino da Escola Carlos Gomes, de 1918, com letra de Pereira de Castro.